# Junior Eurovision Song Contest 2025
|  | Denne artikel beskriver en fremtidig begivenhed Denne artikel eller sektion handler om planlagt eller forventet fremtidig begivenhed. Der kan forekomme spekulativ information, og indholdet kan ændres dramatisk når begivenheden nærmer sig og mere information bliver tilgængelig. |

Junior Eurovision Song Contest 2025 bliver den 23. udgave af Junior Eurovision Song Contest.
Konkurrencen forventes at finde sted i Georgien efter landets sejr ved 2024-konkurrencen med sangen "To My Mom" af Andria Putkaradze. Det georgiske tv-selskab Georgian Public Broadcaster (GPB) meddelte umiddelbart efter finalen i 2024, at 2025-konkurrencen ville blive afholdt i Georgien, men EBU afviste senere officielt at vælge Georgien som arrangør, og udtalte, at "de vil arbejde med alle deres medlemmer, inklusive det vindende tv-selskab GPB, i løbet af de næste par uger for at identificere og derefter annoncere værts-tv-selskabet for næste år". Hvis det bekræftes, vil det være anden gang, at Georgien er vært for Junior Eurovision Song Contest, den første gang var i 2017.
Det er blevet bekræftet at Junior Eurovision Song Contest 2025 bliver afholdt i Tbilisi i Georgien den 13. december 2025 ved Olympic Palace, hvor konkurrencen også i 2017 foregik.[kilde mangler]

## Deltagende lande
| Land           | Kunstner         | Sang           | Sprog   | Oversættelse        |
| -------------- | ---------------- | -------------- | ------- | ------------------- |
| Albanien       | Kroni Pula       | "Fruta perime" | Albansk | Frugt og grøntsager |
| Armenien       |                  |                |         |                     |
| Cypern         |                  |                |         |                     |
| Frankrig       |                  |                |         |                     |
| Georgien       |                  |                |         |                     |
| Holland        |                  |                |         |                     |
| Irland         |                  |                |         |                     |
| Kroatien       | Marino Vrgoč     |                |         |                     |
| Italien        |                  |                |         |                     |
| Malta          |                  |                |         |                     |
| Montenegro     |                  |                |         |                     |
| Nordmakedonien | Nela Mančeska    |                |         |                     |
| Polen          | Marianna Kłos    |                |         |                     |
| Portugal       |                  |                |         |                     |
| Spanien        | Gonzalo Pinillos |                |         |                     |
| San Marino     |                  |                |         |                     |
| Ukraine        |                  |                |         |                     |